# Stéphane Mony
Pour les articles homonymes, voir Mony et Flachat.
Christophe Stéphane Mony (14 février 1800 à Paris - 10 mars 1884 à Blomard); dit Stéphane Flachat ou Mony-Flachat, est actif au sein du mouvement saint-simonien, avant de participer à la construction du chemin de fer reliant Paris à Saint-Germain. Dans la deuxième partie de sa vie, il devient directeur de la Société sidérurgique de Commentry-Fourchambault et il est élu député.

## Biographie
Stéphane Mony est né le 14 février 1800 à Paris, il est le fils de Marguerite Charlotte Marthe née Mony qui vient de divorcer en novembre 1799 de Pierre Jalabert, notaire à Paris. Sa mère se remarie en 1801 à Christophe Flachat (1759-1843) père d'Eugène Flachat (1802-1873) et d'Adolphe Flachat (1801-1877).
Ingénieur civil, il est tout d'abord une personnalité active des cercles saint-simoniens, puis fait partie d'un groupe d'ingénieurs – son frère Eugène, et leurs amis Gabriel Lamé et Émile Clapeyron – participant au projet des frères Pereire de construction d'une ligne de chemin de fer de Paris à Saint-Germain. Il entre donc comme ingénieur à la Compagnie du chemin de fer de Paris à Saint-Germain. Ces quatre ingénieurs publient l'ouvrage Vues politiques et pratiques sur les travaux publics.
Chevalier de la Légion d'honneur en 1837 pour ses travaux sur la ligne de chemin de fer Paris-Saint-Germain, il est fait officier en 1864 sur proposition du préfet de l'Allier.
Il sera ensuite directeur de la mine de Commentry et, de 1854 à 1883, de la société sidérurgique de Commentry-Fourchambault. Il est élu en 1868 et réélu en 1869 député au Corps législatif où il siège au sein de la majorité dynastique.

## Publications
- Gabriel Lamé, Benoît Clapeyron, Stéphane Flachat et Eugène Flachat, Vues politiques et pratiques sur les travaux publics en France, Paris, Éverat, 1832, 1re éd., 335 p. (lire en ligne)